# Anders Bing
Anders Bing (1525 på Smedstrup – 16. december 1589) var en skånsk adelsmand og dansk rigsråd.
Han var søn af Kjeld Bing til Smedstrup og Kirsten Splid (Fasti). Da han var 7 år, blev han sendt til Norge til sin morbror Jens Splid, der satte ham i skole i Bergen. Senere var han i huset hos flere fremtrædende adelsmænd som Johan Rantzau og Peder Skram. 
Herefter var han i udenlandsk krigstjeneste, navnlig i Ungarn mod tyrkerne. Efter 
sin hjemkomst blev han 1554 hofsinde hos hertug Frederik paa Malmøhus, der efter sin tronbestigelse gjorde ham til sin køgemester. 
Bing deltog både i Ditmarskertoget og i Den Nordiske Syvårskrig. I denne sidste mistede han begge sine brødre og blev selv hårdt såret i Slaget ved Axtorne. Efter fredsslutningen blev han sendt som gesandt til Sverige og blev senere ofte benyttet til diplomatiske udsendelser. 
Samtidig med at kong Frederik 2. i 1572 fejrede sit bryllup, holdt han også Bings bryllup med jomfru Anne Pedersdatter Galt på Københavns Slot. Hun levede endnu 1605, men ægteskabet var barnløst, og Bing døde som sin slægts sidste mand. 

I 1581 blev han optaget i rigsrådet. Foruden et par mindre len havde han fra 1572 Varberg Slot i forlening, og her døde han i 1589 efter nogen tids sygdom. 
To dage efter hans død kom kong Jacob 6. af Skotland og dronning Anna til Varberg, og i deres nærvær og en fornem forsamling af danske og skotske rigsråder og den hallandske adel og gejstlighed blev hans lig ført fra Varberg til Treslev Kirke. Kong Jacob hædrede desuden Bings minde ved selv at forfatte et vers over ham. 